# Petar Herceg
Petar Herceg (Ljubuški, 3 giugno 1893 – Pearl Harbor, 7 dicembre 1941) è stato un militare e marinaio statunitense, imbarcato come capo fuochista a bordo della Utah (AG-16) durante l'attacco di Pearl Harbor. Insignito della Medal of Honor alla memoria nel corso della seconda guerra mondiale.

## Biografia

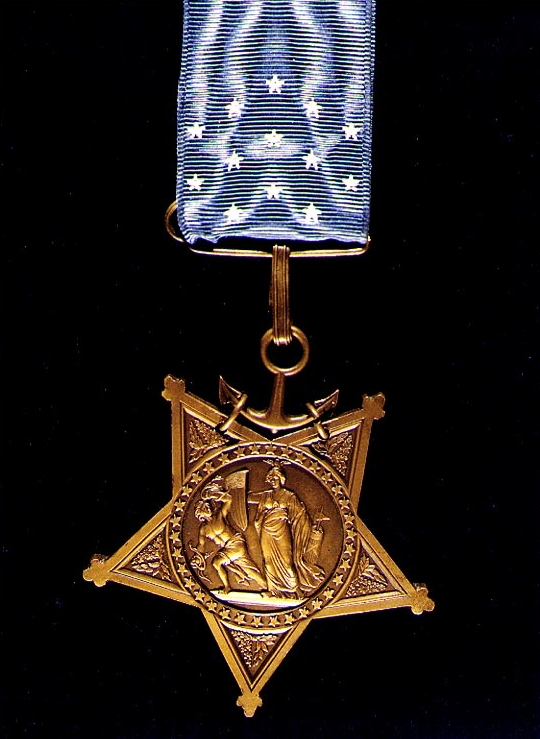
La Medal of Honor di Peter Tomich.

Nacque a Ljubuški, Bosnia ed Erzegovina, allora parte dell'Impero austro-ungarico, il 3 giugno 1893. La sua famiglia era soprannominata "Tomić". Immigrato negli Stati Uniti d'America nel 1913, si stabilì a Los Angeles con suo cugino, John Tomich. Elencando questo cugino come suo parente più prossimo,  dopo l'entrata in guerra degli USA avvenuta nel 1917 si arruolò nell'US Army. Prestò servizio nel corso della prima guerra mondiale, e divenne cittadino statunitense naturalizzato nel 1918 venendo posto in congedo con onore nel gennaio 1919. Dieci giorni dopo si arruolò nell'US Navy al fine di diventare ingegnere, prestando inizialmente servizio sul cacciatorpediniere Litchfield. Nel 1930 divenne Capo fuochista.
Nel 1941 prestava servizio a bordo della Utah (AG-16), una ex nave da battaglia convertita in nave bersaglio.  Il 7 dicembre 1941, mentre si trovava a Pearl Harbor, ormeggiata al largo di Ford Island, la nave fu attaccata e silurata durante il raid a sorpresa compiuto dalle forze aeronavali del Giappone. Mentre prestava in servizio in un locale caldaie la Utah, colpita da due siluri, iniziò a capovolgersi, ed egli rimase al suo posto per mettere in sicurezza le caldaie e assicurarsi che altri uomini riuscissero a mettersi in salvo. Sapeva che quando l'acqua fredda penetrata nello scafo avesse raggiunto le caldaie che avevano una elevatissima temperatura si sarebbe verificata  una catastrofica esplosione. Attardatosi sottocoperta da solo per chiudere le valvole che avrebbero stabilizzato le caldaie, non riuscì poi a mettersi in salvo, cadendo al suo posto di combattimento. Per il coraggio dimostrato in quel momento fu insignito postumo dal Presidente Franklin Delano Roosevelt della Medal of Honor, ma non fu possibile trovare alcun parente vivente a cui potesse essere consegnata.
Il cugino indicato come suo parente più prossimo non viveva all'indirizzo indicato e poiché era immigrato illegalmente, non c'erano informazioni sulla sua vita prima del suo arrivo negli Stati Uniti d'America. Il Dipartimento della Marina si trovò di fronte al dilemma su chi consegnare la medaglia di Tomich, e il problema fu risolto quando fu costruito un cacciatorpediniere che portava il suo stesso nome, Peter Tomich. Il 4 gennaio 1943 il contrammiraglio Monroe Kelly consegnò alla nave la Medal of Honor.
Quando nel 1946 la nave fu radiata dal servizio la medaglia passò in custodia al governatore dello stato dello Utah, Herbert B. Maw, che dichiarò Peter Tomich cittadino onorario dello Utah e la Medal of Honor fu trasferita presso l'ufficio del governatore, dove rimase fino al 1989. In quell'anno, la medaglia fu trasferita alla "Peter Tomich Hall" di nuova costruzione presso la Senior Enlisted Academy di Newport, Rhode Island, dove si trova ancora oggi.
La ricerca dei familiari continuò comunque per oltre 60 anni, complicata dal fatto che nel 1957 Petar Herceg era stato dichiarato legalmente morto dal sistema giudiziario jugoslavo. Nato Petar Herceg aveva cambiato cognome in Tomich quando era entrato illegalmente negli USA. Tonić era era il nome del suo clan e lui lo aveva adottato anglicizzandolo in Tomich. Nel 1987 un parente aveva contattato sia le autorità jugoslave che quelle americane portando a una ricerca genealogica culminata nel 2005, quando i suoi legami familiari sono stati verificati. Il 18 maggio 2006, una copia della sua Medal of Honor venne consegnata al nipote di suo cugino, tenente colonnello dell'esercito croato in pensione Srecko Herceg Tonic, in una apposita cerimonia tenutasi a a bordo della portaerei Enterprise a Spalato, in Croazia.
I suoi resti mortali si trovano ancora all'interno del relitto della Utah.

### Annotazioni
1. ↑  Avendo prestato servizio in Marina per 22 anni era a conoscenza di quanto accaduto 30 anni prima sulla USS Bennington dove si era verificata una esplosione che aveva ucciso 66 marinai.

### Fonti
1. ↑  Congressional Medal of Honor Society.
2. 1 2 3 4 5 6 7  Naval History and Heritage Command.
3. 1 2 3 4 5 6 7 8 9 10 11 12 13 14 15 16 17 18  Congressional Medal of Honor Society.